# Каменички поток
Каменички поток је водени ток на Фрушкој гори, десна је притока Дунава дужине 4km, површине слива 5km².
Извире у насељу Поповица на северним падинама Фрушке горе на 222 м.н.в.. Тече ка северу и у западном делу Сремске Каменице улива се у Дунав (77 м.н.в.), насупрот Каменичког острва кад Новог Сада. Већим делом тока поток је каналисан. Главна притока је Дубоки поток, на чијем горњем току постоји микроакумулација Поповица. Амплитуде протицаја крећу се од 3 л/с до 13 m³/с. 